# توماش دووژاک
توماش دووژاک (چکی: Tomáš Dvořák؛ زادهٔ ۱۱ مهٔ ۱۹۷۲) ورزشکار دهگانه اهل جمهوری چک بود.